# 浮技

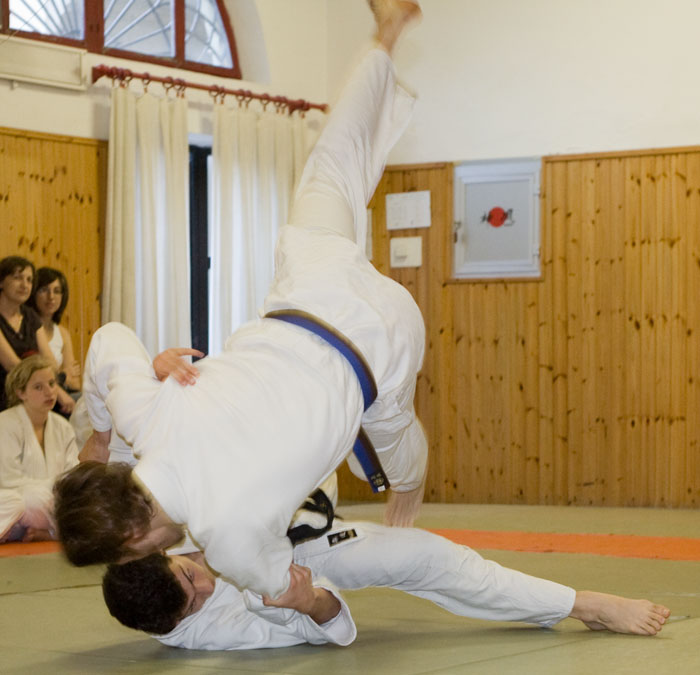
浮技の実演

浮技（うきわざ）は、柔道の投技で横捨身技の一つ。投の形15本にも含まれている。講道館や国際柔道連盟 (IJF) での正式名。IJF略号UWA。

## 概要
相手が踏み出した瞬間を狙って、前隅に重心を崩し、自分の足を相手の踏み出した足の横に差し出す様にしてあてず、体を捨てながら投げる。
もしくは、右組み相四つで相手が左足を引いた時、相手の右足爪先に崩すようにしながら、身体を横に捨てて掛ける。そうすることによって、相手は、堪えるために右足を踏み出したいのに、すでに右足は前にある為、踏み出して堪えることが出来ず、投げられやすくなる。
相手がなかなか組み合ってくれない時も、この技は役に立つ。自護体でがっぷり組み、二段の形試験で行う投げの形の要領で、浮技を掛けるのである。形の履修を疎かにしてはならない。
また、自護体で組んだなら、寄り倒すように相手に詰め寄れば、相手は、右足を引いた時、こちらに押し返してくる事がある。この時に浮技を掛けることで、相手の力を利用した、スムーズな浮技が掛けられる。
浮落や隅落等の真空投の要領で、相手を巴投の様に相手を崩して投げる形になる。
名前の「浮」の字の通り、投げられた相手は、最初は「ふわりと浮いた感じ」になるが、その後、「技」という字の通り、「畳や地面に叩き付けられる」といった形になる。
「浮技」という名前に反して、「円を描く様に、相手は投げ飛ばされる。」という、豪快な技である。
右組の場合、相手（受）を右前隅に浮かすように崩し、体を左に開きながら倒れ込み（体を捨て）左足で受の右足の外側に当てず、後方に投げる。
自分の足首の内側を相手の足首の外側にあてるので、小外刈または、支釣込足の様に、小外の形から体を横に開きながら倒れこんで投げる形になると、横掛という技に分類される。
浮技を身を捨てずにやれば、浮落である。大外の形から、体を横に開きながら倒れこんで投げると横分、スライディングして、自分の膝に相手の足首に引っ掛けて倒す様に投げると、横落、になる。

## 変化
右手で相手の左袖を取り相手の左腋下に頭を突っ込み右手で左内腿を取り肩車の様に相手の上体を極めながら、右脚を伸ばしての横捨身技の浮技もある。2004年の書籍『柔道技の見極めハンドブック』によると、この技は講道館では浮技としているが、IJF主催大会では肩車としてることが多い、としている。